# Euro step
L'euro step (« pas européen ») est un mouvement de basket-ball dans lequel un joueur offensif prend son dribble, fait un pas dans une direction, puis fait rapidement un autre dans une autre direction. Ce mouvement permet au joueur offensif d'éviter un défenseur et d'attaquer le panier plus facilement.
Des joueurs comme Šarūnas Marčiulionis, Manu Ginóbili, James Harden, Dwyane Wade, Russell Westbrook ou encore Giánnis Antetokoúnmpo sont connus pour utiliser ce mouvement.